# Altella media
Altella media är en spindelart som beskrevs av Jörg Wunderlich 1992. Altella media ingår i släktet Altella och familjen kardarspindlar.
Artens utbredningsområde är Kanarieöarna. Inga underarter finns listade i Catalogue of Life.